# Инакур
Инаку́р (фр. Hinacourt) — коммуна во Франции, находится в регионе Пикардия. Департамент коммуны — Эна. Входит в состав кантона Рибмон. Округ коммуны — Сен-Кантен.
Код INSEE коммуны — 02380.

## Население
Население коммуны на 2010 год составляло 33 человека.
| 1962 | 1968 | 1975 | 1982 | 1990 | 1999 | 2010 |
| ---- | ---- | ---- | ---- | ---- | ---- | ---- |
| 76   | 67   | 62   | 62   | 46   | 41   | 33   |

## Экономика
В 2010 году среди 20 человек трудоспособного возраста (15—64 лет) 17 были экономически активными, 3 — неактивными (показатель активности — 85,0 %, в 1999 году было 83,9 %). Из 17 активных жителей работали 13 человек (8 мужчин и 5 женщин), безработных было 4 (3 мужчин и 1 женщина). Среди 3 неактивных 1 человек был учеником или студентом, 0 — пенсионерами, 2 были неактивными по другим причинам.